# Jiangshan
Jiangshan (江山市S, JiāngshānP) è una città-contea della Cina, situata nella provincia dello Zhejiang.